# إليجاه ليونارد
إليجاه ليونارد (بالإنجليزية: Elijah Leonard)‏ هو سياسي كندي، ولد في 10 سبتمبر 1814، وتوفي في 14 مايو 1891. حزبياً، نشط في الحزب الليبرالي الكندي. وقد انتخب عضو مجلس الشيوخ الكندي.